# Église Saint-Joseph de Baden-Baden
Pour les articles homonymes, voir Église Saint-Joseph.
L’église Saint-Joseph est une église paroissiale catholique de Baden-Baden. Elle est située dans le centre-ville de Baden-Baden. Avec six autres églises, elle appartient à l'unité pastorale de Baden-Baden.

## Historique
Dans les années 1920, comme la collégiale de Liebfrauen ne pouvait plus accueillir les catholiques vivant dans le centre-ville de Baden-Baden, un terrain à bâtir a été acquis en 1925 à la Bertholdstrasse pour une nouvelle église. Cependant elle n'a pas pu être construite dans les années 1930 pour des raisons politiques. En 1936, un fonds a été créé pour collecter de l'argent pour la construction de l'église jusqu'en 1948. Le terrain de la Bertholdstrasse n’étant plus adéquat, le 23 novembre 1956, une surface de 6300 m2 du site du Palais Biron sur la Lichtentaler Strasse a été acquise. Afin de pouvoir construire l’église, le cours d’eau Falkenbach a dû être déplacé vers l’est.
En 1957, un concours a été organisé parmi les architectes ayant une expérience dans la construction d'églises catholiques. Neuf projets ont été présélectionnés. L'autorité de l'archidiocèse de Fribourg préconisait une église ronde moderne, tandis que le Conseil de fondation de Baden-Baden souhaitait un bâtiment longitudinal plus traditionnel. En juillet 1958, la ville de Baden-Baden, le conseil d'administration et l'archidiocèse de Fribourg se mirent d'accord sur le projet de l'architecte Hugo Becker de Mayence, qui avait précédemment construit l'église paroissiale de l'Annonciation à Lampertheim, dont l’éclairage spécial et l'idée de clocher autoportant ont été inclus dans la planification de l'église Saint-Joseph. Hugo Becker a été chargé de construire l'église avec l'architecte de Baden-Baden Albert Peter.
Le 30 avril 1959, l'Office de la réglementation de la construction de Baden-Baden a délivré le permis de construire. La première pierre fut posée le 18 octobre 1959. Le poète de Baden-Baden Werner Bergengruen a écrit le texte de l’acte et Sœur Maria Bernarda Schuler de l'abbaye cistercienne de Lichtental a posé l’acte sur parchemin.
L'église a été construite entre 1959 et 1961. La nouvelle paroisse était composée de 4791 membres de la paroisse de la Collégiale et de 1392 de la paroisse Saint-Boniface de Lichtental. La première messe et la bénédiction du nouveau bâtiment ont eu lieu le 1er mai 1961. Le 1er juillet 1961, l'église a été bénie par l'évêque auxiliaire Karl Gnädinger. En 1963, la tour a reçu sa cloche en quatre parties, bénie le 26 juillet 1963. En 1987, la façade de l'église a été rénovée. En 1995, l'église de Saint Joseph a été incluse dans la liste des monuments culturels du Bade-Wurtemberg en raison de sa qualité artistique et de son importance architecturale.

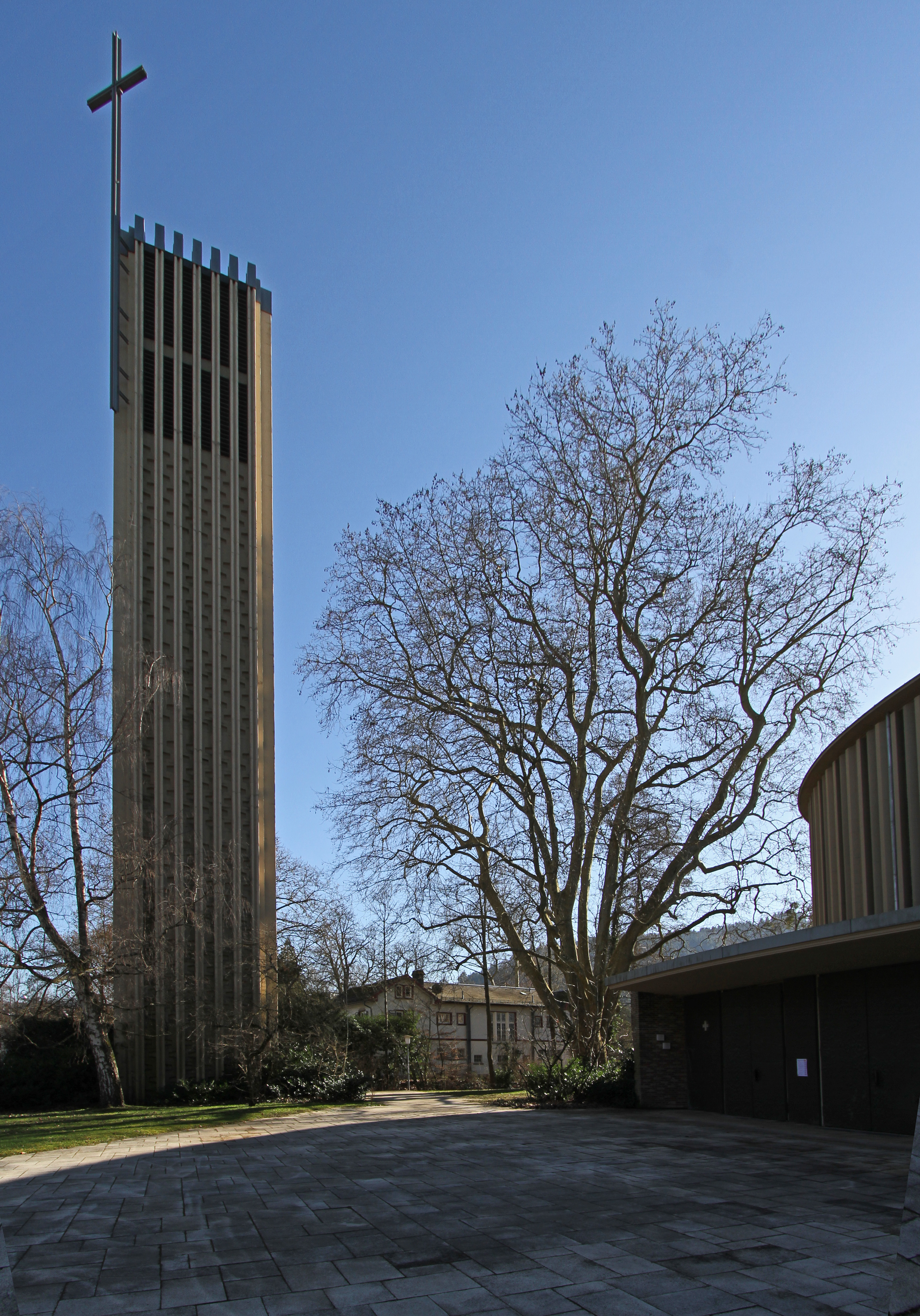
Clocher

## Architecture

### Clocher et extérieur
Au bout de la Lichtentaler Straße se trouve l'église Saint Joseph à mi-chemin entre la collégiale Liebfrauen von Baden-Baden et l'église paroissiale Saint Boniface à Lichtental. Le clocher autoportant de 40 mètres de haut fait référence à la nef ovale transversale. La charpente abrite quatre cloches fabriquées dans la fonderie de cloches de Heidelberg en 1963.
| Numéro | Poids   | Ton | Nom              | Symbole         |
| ------ | ------- | --- | ---------------- | --------------- |
| 1      | 2300 kg | cis | Jésus-Christ     |                 |
| 2      | 1600 kg | e   | Saint Joseph     | Fuite_en_Égypte |
| 3      | 1100 kg | fis | Regina_Cœli      |                 |
| 4      | 900 kg  | a   | Archange Gabriel |                 |

Des piliers soutiennent le dôme aplati du bâtiment central, dont les murs sont constitués de piliers en forme de V fixés avec des blocs de béton de verre, laissant entrer la lumière du jour. Le plan au sol du bâtiment mesure 29 mètres sur 35 mètres, avec un trapèze reliant chacun aux côtés Nord et Sud. Le porche Nord constitue l’entrée comprenant le baptistère, le porche Sud comporte la sacristie et la salle de la communauté et des jeunes. Le presbytère est au Sud de l'église.
L'entrée de l'église mesure 18 mètres et contient quatre portails à double portail recouverts de cuivre. Sur les portes, il y a des bas-reliefs de Hayno Focken. Sur le 2e portail central à droite, une prière au patron de l'église Saint Joseph peut être lue : 

« Saint Joseph, laissez-nous avancer dans la vie innocemment, qu'elle soit gardée sous votre protection. »

Les poignées de porte montrent des symboles chrétiens: colombe, rameau d'olivier, vigne, poisson, main de Dieu.
Par les portails, le visiteur arrive à l'antichambre comprenant le baptistère.

### Intérieur

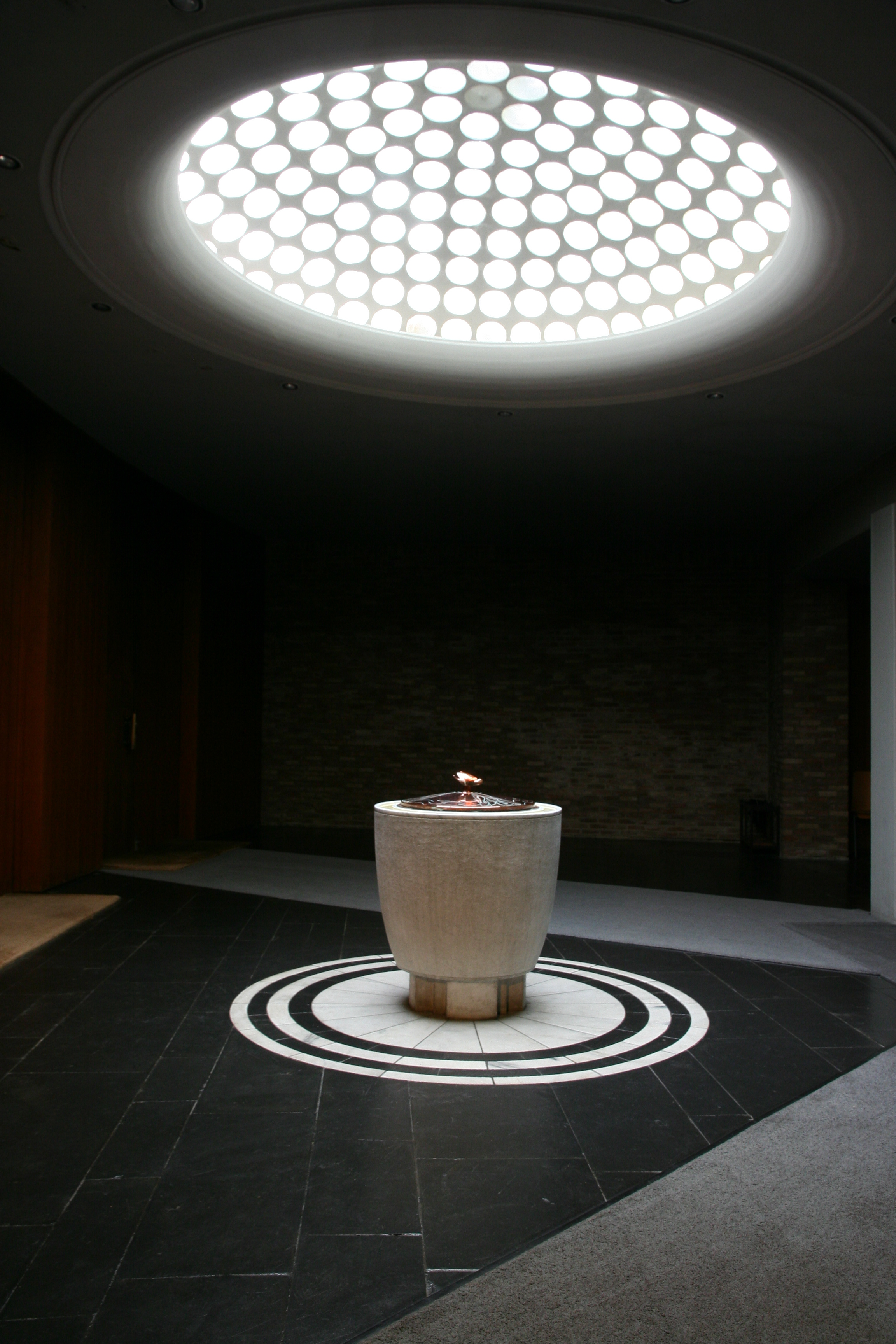
Baptistère

Le baptistère a un dôme à travers lequel la lumière du jour est guidée sur les fonts baptismaux via des blocs de verre ronds et blancs. Le sol en ardoise noir contraste avec les dalles de marbre blanc blanches qui entourent le baptistère. Le couvercle en cuivre montre des symboles chrétiens (eau et poisson). La poignée du couvercle est formée d'une colombe entièrement sculptée, qui fait référence au Saint-Esprit.
L'église a 600 places assises, ce qui en fait la plus grande des sept églises de l'unité de soins pastoraux de Baden-Baden. Le large hall ovale est formé par les piliers en béton placés verticalement, qui soutiennent le toit en dôme avec le plafond plat. Le plafond est pourvu d'une vannerie en bois. La lumière du jour est dirigée vers l'intérieur de l'église par les fenêtres en béton de verre. Günther Schmid de Baiersbronn a conçu les fenêtres en verre, qui sont conservées dans des tons rouges du côté Est et le bleu foncé domine du côté Ouest.

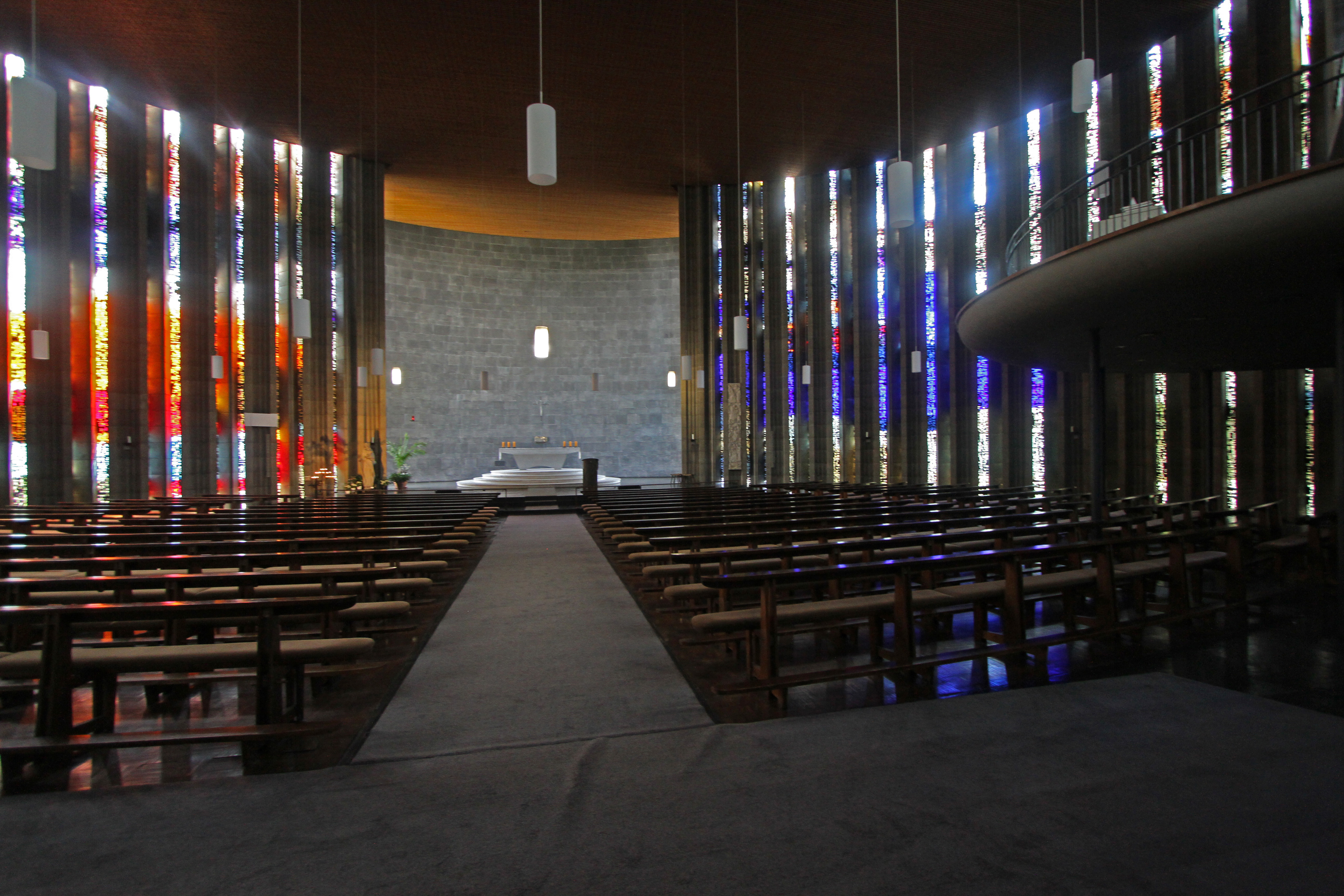
Intérieur

Trois marches mènent de la salle paroissiale au chœur, dans lequel quatre marches blanches forment l'estrade sur laquelle s'élève l'autel blanc, sculpté dans un monolithe de marbre. Dans l'autel se trouvent les reliques de saint Lactance, Abdon et Sennen, tous trois martyrs des premiers temps chrétiens. Une croix triomphale d'Emil Sutor d'Offenbourg plane au-dessus de l'autel. Le Christ est montré comme le vainqueur de la mort, montrant au visiteur ses blessures. Dans le mur du choeur se trouve le tabernacle, aux portes duquel sont représentés l'Agneau de Dieu et les symboles des évangélistes. Le tabernacle a été conçu par Hayno Fockens.

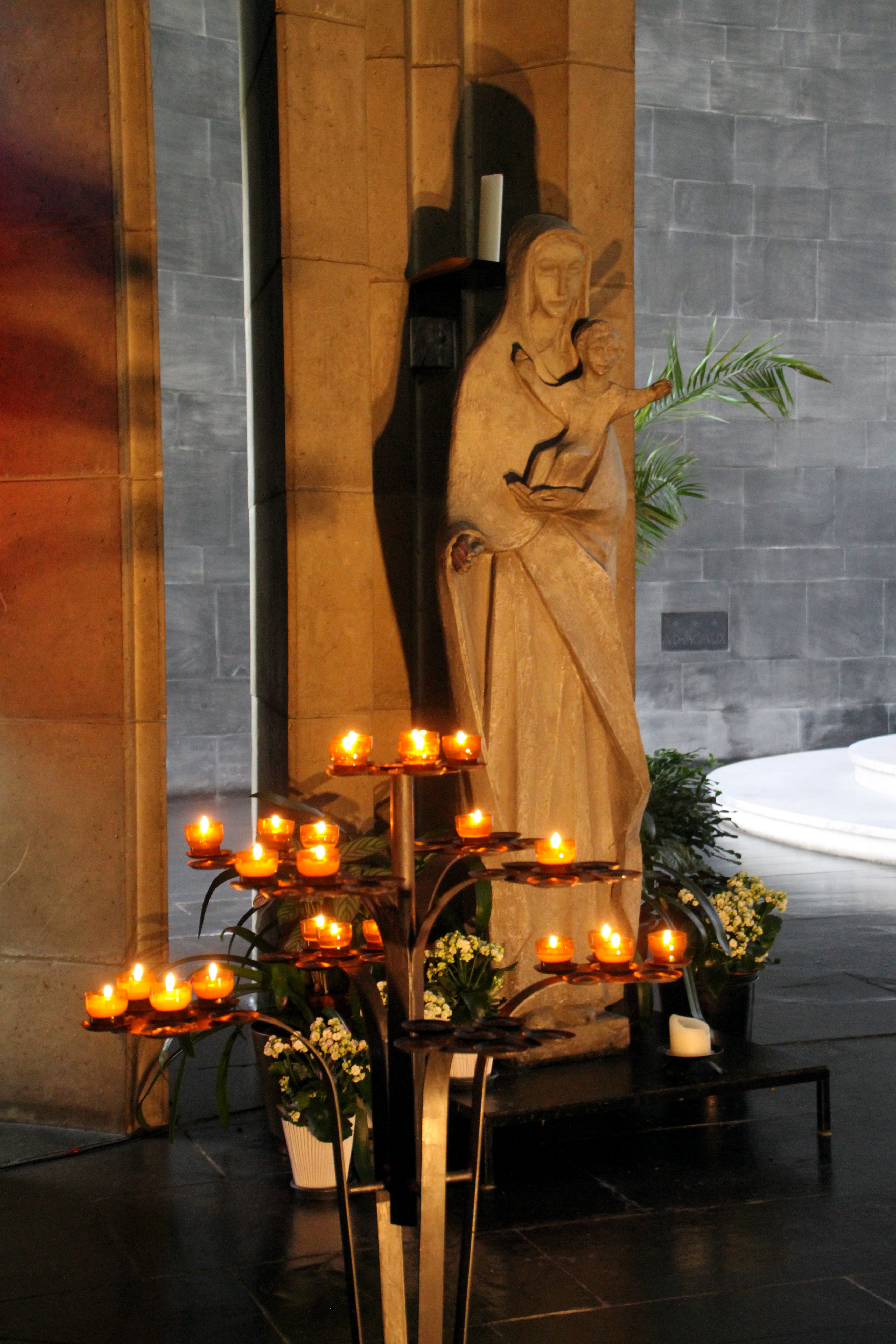

Sur le côté gauche du choeur se trouve une Mère de Dieu d'Emil Sutor, portant l'enfant Christ qui regarde le visiteur. À droite du chœur se trouve la colonne Joseph, qui a été créée par Hermann et Friedrich Pohl. Les cinq planches de la colonne montrent des scènes de la vie du patron de l'église: de bas en haut on peut voir le rêve de Joseph (Mt 1, 18-25), au-dessus de l'ordre d'amener Marie et l'enfant Jésus en Egypte (Mat 2, 13-15 ). Le troisième panneau montre Joseph recevant l'ordre dans un rêve de retourner en Israël avec Marie et l'enfant Jésus; le quatrième panneau promet à Joseph d'accepter Nazareth comme sa maison (Mt 2, 19-23). Le panneau supérieur montre Jésus, âgé de 12 ans, enseignant dans le temple (Mt 2, 41-52).

### Orgue

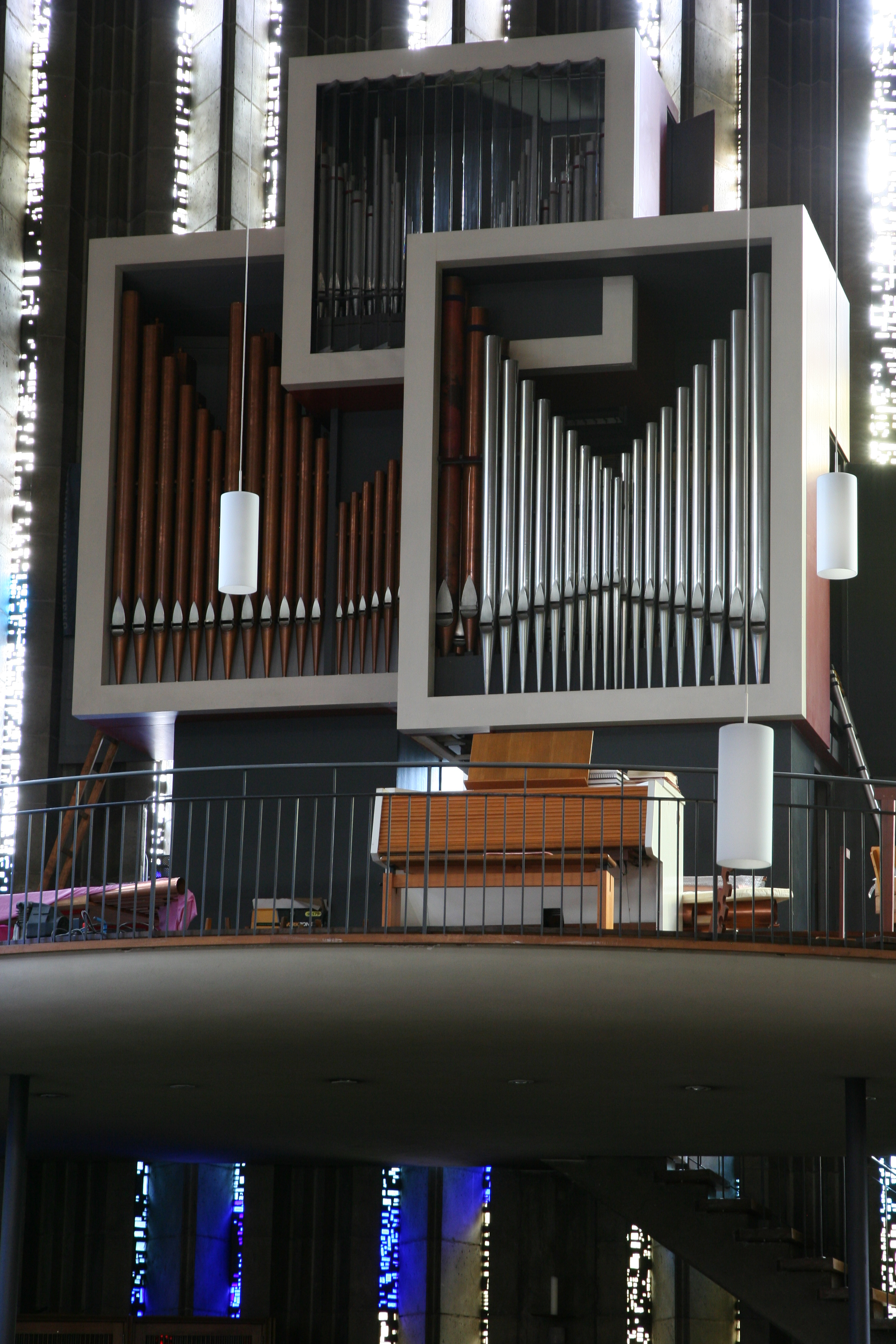
Orgue

Contrairement à la disposition traditionnelle, la tribune de l’orgue n'est pas installée au-dessus du portail de l'église, mais décalée vers l'Ouest. L'orgue de 1971 est un instrument fabriqué par G. F. Steinmeyer & Co., qui a été créé sous le nom d'Opus 2254. L'orgue a 26 registres, qui sont répartis comme suit: registres Principal 10, registres Expression 9 et registres Pedale 7.

## Sources de la traduction
- (de) Cet article est partiellement ou en totalité issu de l’article de Wikipédia en allemand intitulé « St._Josef_(Baden-Baden) » (voir la liste des auteurs).